# Psoralea arborea
Psoralea arborea é uma espécie vegetal da família Fabaceae.
Pode ser encontrada nos seguintes países: África do Sul e Essuatíni.
Está ameaçada por perda de habitat.